# Paraschizognathus marcus
Paraschizognathus marcus är en skalbaggsart som beskrevs av Peter Geoffrey Allsopp och Phillip B. Carne 1986. Paraschizognathus marcus ingår i släktet Paraschizognathus och familjen Rutelidae. Inga underarter finns listade i Catalogue of Life.